# Dillwynia dillwynioides
Dillwynia dillwynioides är en ärtväxtart som först beskrevs av Meissner, och fick sitt nu gällande namn av George Claridge Druce. Dillwynia dillwynioides ingår i släktet Dillwynia och familjen ärtväxter. Inga underarter finns listade i Catalogue of Life.